# Pseudocaeciliidae
Pseudocaeciliidae es una familia de piojos de los libros (Psocodea) del suborden Psocomorpha. El nombre se debe a que sus especies poseen un parecido externo a la familia distante Caeciliusidae (anteriormente Caeciliidae). La familia se encuentra muy relacionada con las familias Philotarsidae y Calopsocidae.